# RoPS Rovaniemi
El Rovaniemen Palloseura (RoPS) es un club de fútbol finés de la ciudad de Rovaniemi en Laponia. Fue fundado en 1950 y juega en la Kakkonen, tercera división del fútbol finés.

## Historia

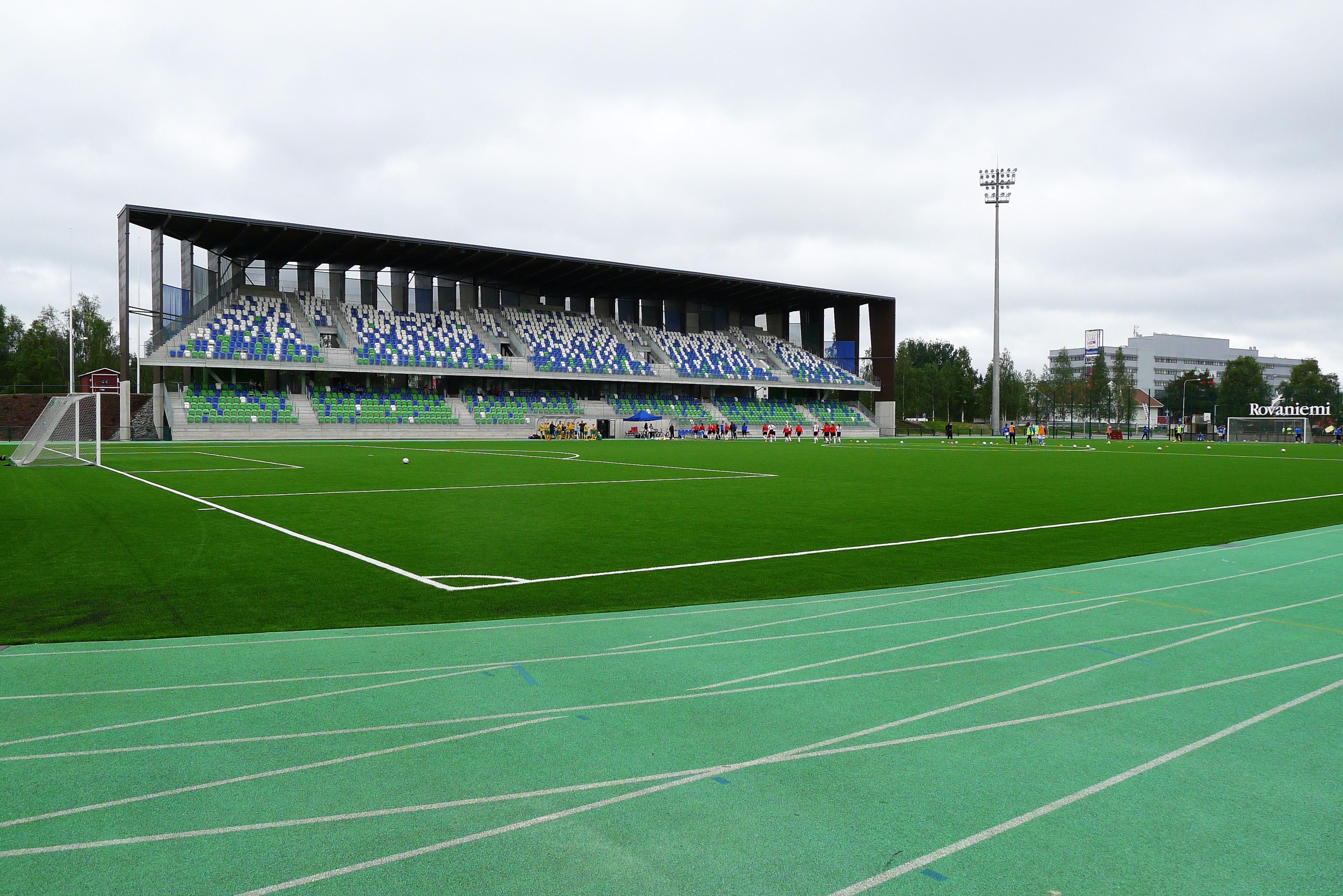
Rovaniemen keskuskenttä, el estadio del club.

Entrando al siglo XXI, el RoPS comenzó a ganarse la fama de ser un equipo tramposo, en el hecho del arreglo de partidos.
Comenzó en el año 2004 en un juego ante el Tampere United, el cual perdieron 5-1, sospechando por la actitud del portero serbio Ratko Marijanovic, por lo que la Federación de Fútbol de Finlandia puso el caso en investigación.
El diario Der Spiegel en el año 2008 publicó un artículo donde en el año 2005 el partido entre MyPA 47 y RoPS estaba arreglado, juego en el que MyPA ganó 4-1 y donde el mediocampista del RoPS Adrian Pelka lo había dicho. Este fue el último partido donde Pelka jugó con el RoPS y los últimos 2 goles del MyPA fueron a causa del mal juego de Pelka.
En el otoño de 2006 se dio una victoria inusual en calidad de visitante del RoPS ante el Atlantis FC en Helsinki, ya que cuando el partido iba 2-2, el portero del Atlantis Aleksandr Mistshuk recibió un soborno, asignando el triunfo al RoPS, el cual no tuvo jugadores bajo sospecha.
También se presentaron actos irregulares en el juego del RoPS ante el VPS Vassa, y el defensa estonio Aleksandr Kulik fue expulsado y al mismo tiempo que Valeri Bondarenko. Kulik fue entrenador del equipo estonio Trans Narva y luego dirigió al RoPS luego de que lo implicaran en el arreglo de partidos en su natal Estonia. Antes a inicios de la temporada echaron al portero ucraniano Nikolai Pavlenko debido a su actuación sospechosa en el juego ante el FC Honka y su gerente de operaciones Jouko Kiistala dijo a la prensa que no volvería a contratar jugadores de origen ruso. A Bondaenko lo echaron en mayo del 2008.
En el verano del 2011 se comenzaron a investigar sobre el arreglo de partidos. El 25 de febrero, el empresario Wilson Raj Perumal fue condenado por el arreglo de partidos y arrestado por ingresar a Finlandia con un pasaporte falso.
En el mes de 19 de julio del 2011 la Corte de apelación de Rovaniemi condenó a Perumal y a 9 jugadores del RoPS por el arreglo de partidos, asegurando que arreglaron 24 partidos e intentaron alterar el marcador de otros 11. A Perumal lo sentenciaron a 2 años de cárcel y a devolver 150000 euros obtenidos por el arreglo de partidos. Los sobornos ofrecidos a los jugadores eran de 500 euros, lo que daba una cantidad de 80000 entre 8 jugadores. Los jugadores que recibieron sentencia fueron:
| - Pavle Khorguashvili - Valter Khorguashvili - Godfrey Chibanga | - Chileshe Chibwe - Francis Kombe - Stephen Kunda | - Christopher Musonda - Chanda Mwaba - Nchimunya Mweetwa |

## Palmarés
- Copa de Finlandia (2): 1986, 2013
- Ykkönen (2): 2010, 2012

## Participación en competiciones europeas
| Temporada | Torneo                | Ronda            | Club                  | Casa | Visita | GlobaL  |  |
| --------- | --------------------- | ---------------- | --------------------- | ---- | ------ | ------- |  |
| 1987–88   | UEFA Cup Winners' Cup | 1                | Glentoran             | 0–0  | 1–1    | 1–1 (a) |  |
| 1987–88   | UEFA Cup Winners' Cup | 2                | Vllaznia              | 1–0  | 0–1    | 2–0     |  |
| 1987–88   | UEFA Cup Winners' Cup | Cuartos de final | Olympique de Marsella | 0–1  | 3–0    | 0–4     |  |
| 1989–90   | UEFA Cup              | 1                | GKS Katowice          | 1–1  | 0–1    | 2–1     |  |
| 1989–90   | UEFA Cup              | 2                | AJ Auxerre            | 0–5  | 0–3    | 0–8     |  |
| 1990–91   | UEFA Cup              | 1                | 1. FC Magdeburg       | 0–1  | 0–0    | 0–1     |  |
| 2014–15   | UEFA Europa League    | Clasificatoria 2 | Asteras Tripoli       | 1–1  | 2–4    | 3–5     |  |
| 2016–17   | UEFA Europa League    | Clasificatoria 1 | Shamrock Rovers       | 1–1  | 2–0    | 3–1     |  |
| 2016–17   | UEFA Europa League    | Clasificatoria 2 | Lokomotiva            | 1–1  | 0–3    | 1–4     |  |
| 2019–20   | UEFA Europa League    | Clasificatoria 1 | Aberdeen              | 1–1  | 1–2    | 2–3     |  |

## Entrenadores
| - Jerzy Masztaler (1978–1983) - Graham Williams (1987-1989) - Brian Doyle (1989) - Jerzy Masztaler (1990–1991) - Graham Williams (1991) - Olavi Tammimies (1992) - Keith Armstrong (1993–1994) - Timo Salmi (1995) - Graham Williams (1995) - Ari Matinlassi (1995) - Ari Rantamaa (1996–1997) - Kari Virtanen (1997–1999) - Olavi Tammimies (2000) - Mauri Holappa (2001) - Tomi Molin (2002) | - György Hamori (2003-2004) - Mika Lumijärvi (2004-2005) - Matti Vikman (interino) (2005) - Jukka Ikäläinen (2006) - Tom Saintfiet (2007-2008) - Valeri Bondarenko (2008-2009) - Mika Lumijärvi (2009) - Zeddy Saileti (2009) - John Allen (2010-2011) - Matti Hiukka (2011) - Kari Virtanen (2012-2013) - Juha Malinen (2013–2017) - Toni Koskela (2017-2019) - Pasi Tuutti (2019) - Vesa Tauriainen (2020) - Mikko Mannila (2020-2021) - Aleksi Tanner (2022-) |